# Matthew Fox
Matthew Chandler Fox (n. 14 iulie 1966) este un actor american. E cunoscut pentru rolurile sale Charlie Salinger în Party of Five și Jack Shephard în serialul dramă supranaturală Lost.

## Filmografie
| An   | Titlu                     | Rol                    | Note       |
| ---- | ------------------------- | ---------------------- | ---------- |
| 1993 | My Boyfriend's Back       | Buck Van Patten        |            |
| 2003 | A Token for Your Thoughts | Rock Star              | Film scurt |
| 2006 | Smokin' Aces              | Bill Security Super    |            |
| 2006 | We Are Marshall           | Red Dawson             |            |
| 2008 | Vantage Point             | Kent Taylor            |            |
| 2008 | Speed Racer               | Racer X                |            |
| 2012 | Alex Cross                | Picasso                |            |
| 2013 | Emperor                   | General Bonner Fellers |            |
| 2013 | World War Z               | USAF Parajumper        |            |

| An        | Titlu                   | Rol              | Note |
| --------- | ----------------------- | ---------------- | --- |
| 1992      | Wings                   | Ty Warner        | Episodul: "Say It Ain't So, Joe"                                                                           |
| 1992      | Freshman Dorm           | Danny Foley      | Episoadele: "Pilot" "Sex, Truth and Theatre" "The Last Sonnet" "The Scarlett Letter" "My Boyfriend's Back" |
| 1993      | CBS Schoolbreak Special | Charlie Deevers  | Episodul: "If I Die Before I Wake"                                                                         |
| 1994–2000 | Party of Five           | Charlie Salinger | Rol principal                                                                                              |
| 1995      | MADtv                   | Charlie Salinger | Episodul: "Episode 1.6"                                                                                    |
| 1999      | Behind the Mask         | James Jones      | Film TV |
| 2002      | Haunted                 | Frank Taylor     | 12 episoade                                                                                                |
| 2004–2010 | Lost                    | Jack Shephard    | Rol principal                                                                                              |
| 2007–2008 | Lost: Missing Pieces    | Jack Shephard    | mini-episoade TV                                                                                           |

| An   | Titl        | Rol     | Note |
| ---- | ----------- | ------- | ---- |
| 2008 | Speed Racer | Racer X | voce |

## Regizor
| An   | Titlu         | Note                           |
| ---- | ------------- | ------------------------------ |
| 2000 | Party of Five | Episodul: "Taboo or Not Taboo" |

## Premii și nominalizări
| An   | Premiu                                             | Categoria                                                                                   | Titlul lucrării | Rezultat     |
| ---- | -------------------------------------------------- | ------------------------------------------------------------------------------------------- | --------------- | ------------ |
| 2005 | Satellite Awards                                   | Satellite Award for Best Actor in a Television Drama Series                                 | Lost            | Câștigat     |
| 2005 | Academy of Science Fiction, Fantasy & Horror Films | Best Actor on Television                                                                    | Lost            | Nominalizare |
| 2005 | Peoples Choice Awards                              | Favourite Male Television Star                                                              | Lost            | Nominalizare |
| 2005 | Teen Choice Awards                                 | Choice TV Actor - Action/Adventure                                                          | Lost            | Nominalizare |
| 2005 | Teen Choice Awards                                 | Choice TV Chemistry (shared with Evangeline Lilly)                                          | Lost            | Nominalizare |
| 2005 | Television Critics Association Awards              | Individual Achievement in Drama                                                             | Lost            | Nominalizare |
| 2006 | Academy of Science Fiction, Fantasy & Horror Films | Best Actor on Television                                                                    | Lost            | Câștigat     |
| 2006 | National Television Awards                         | Most Popular Actor                                                                          | Lost            | Nominalizare |
| 2006 | Saturn Awards                                      | Best Lead Actor in a Television Series                                                      | Lost            | Câștigat     |
| 2006 | Golden Globe Awards                                | Best Lead Actor in a Drama                                                                  | Lost            | Nominalizare |
| 2006 | Screen Actors Guild Awards                         | Screen Actors Guild Award for Outstanding Performance by an Ensemble Cast in a Drama Series | Lost            | Câștigat     |
| 2006 | Teen Choice Awards                                 | Choice TV Actor - Action/Adventure                                                          | Lost            | Nominalizare |
| 2006 | Teen Choice Awards                                 | Choice TV Chemistry (shared with Evangeline Lilly)                                          | Lost            | Nominalizare |
| 2007 | Saturn Awards                                      | Best Lead Actor in a Television Series                                                      | Lost            | Nominalizare |
| 2007 | Teen Choice Awards                                 | Choice TV Actor - Action/Adventure                                                          | Lost            | Nominalizare |
| 2008 | Saturn Awards                                      | Saturn Award for Best Actor on Television                                                   | Lost            | Câștigat     |
| 2008 | Academy of Science Fiction, Fantasy & Horror Films | Best Actor on Television                                                                    | Lost            | Câștigat     |
| 2008 | Prism Awards                                       | Performance in a Drama Series Episode                                                       | Lost            | Nominalizare |
| 2008 | Teen Choice Awards                                 | Choice TV Actor - Action/Adventure                                                          | Lost            | Nominalizare |
| 2009 | Saturn Awards                                      | Best Lead Actor in a Television Series                                                      | Lost            | Nominalizare |
| 2009 | Teen Choice Awards                                 | Choice TV Actor - Action/Adventure                                                          | Lost            | Nominalizare |
| 2009 | People's Choice Awards                             | Favorite TV Actor - Drama                                                                   | Lost            | Nominalizare |
| 2010 | Saturn Awards                                      | Best Lead Actor in a Television Series                                                      | Lost            | Nominalizare |
| 2010 | Emmy Awards                                        | Outstanding Lead Actor in a Drama Series                                                    | Lost            | Nominalizare |
| 2010 | Scream Awards                                      | Outstanding Television Performance                                                          | Lost            | Câștigat     |
| 2010 | Scream Awards                                      | Outstanding Ensemble Cast                                                                   | Lost            | Nominalizare |
| 2010 | Scream Awards                                      | Outstanding Science Fiction Actor                                                           | Lost            | Nominalizare |